# 한국우주소년단
한국과학우주청소년단(韓國宇宙少年團)은 1989년 대한민국 미래창조과학부 소관의 사단법인으로 설립된 청소년 단체이다. 청소년들의 과학적 탐구능력을 배양하여 국가와 사회, 개인의 발전을 도모하며 궁극적으로 깨끗한 지구의 보존과 인류평화에 기여할 수 있는 이상적인 과학기술인 양성을 목적으로 한다. 사무실은 서울특별시 종로구 옥인동 19-29 옥인빌딩 401호에 있다.

## 같이 보기
- 청소년적십자
- 한국청소년연맹
- 한국해양소년단연맹
- 한국의 스카우트 운동